# Eglinton (ort i Australien)
Eglinton är en ort i Australien. Den ligger i kommunen Bathurst Regional och delstaten New South Wales, i den sydöstra delen av landet, omkring 160 kilometer väster om delstatshuvudstaden Sydney.
Närmaste större samhälle är Bathurst, nära Eglinton. 
Trakten runt Eglinton består till största delen av jordbruksmark. Runt Eglinton är det ganska tätbefolkat, med 134 invånare per kvadratkilometer. Genomsnittlig årsnederbörd är 932 millimeter. Den regnigaste månaden är februari, med i genomsnitt 172 mm nederbörd, och den torraste är oktober, med 38 mm nederbörd.